# Kościół św. Wawrzyńca w Orzeszu
Kościół Świętego Wawrzyńca – rzymskokatolicki kościół parafialny należący do dekanatu Orzesze archidiecezji katowickiej.

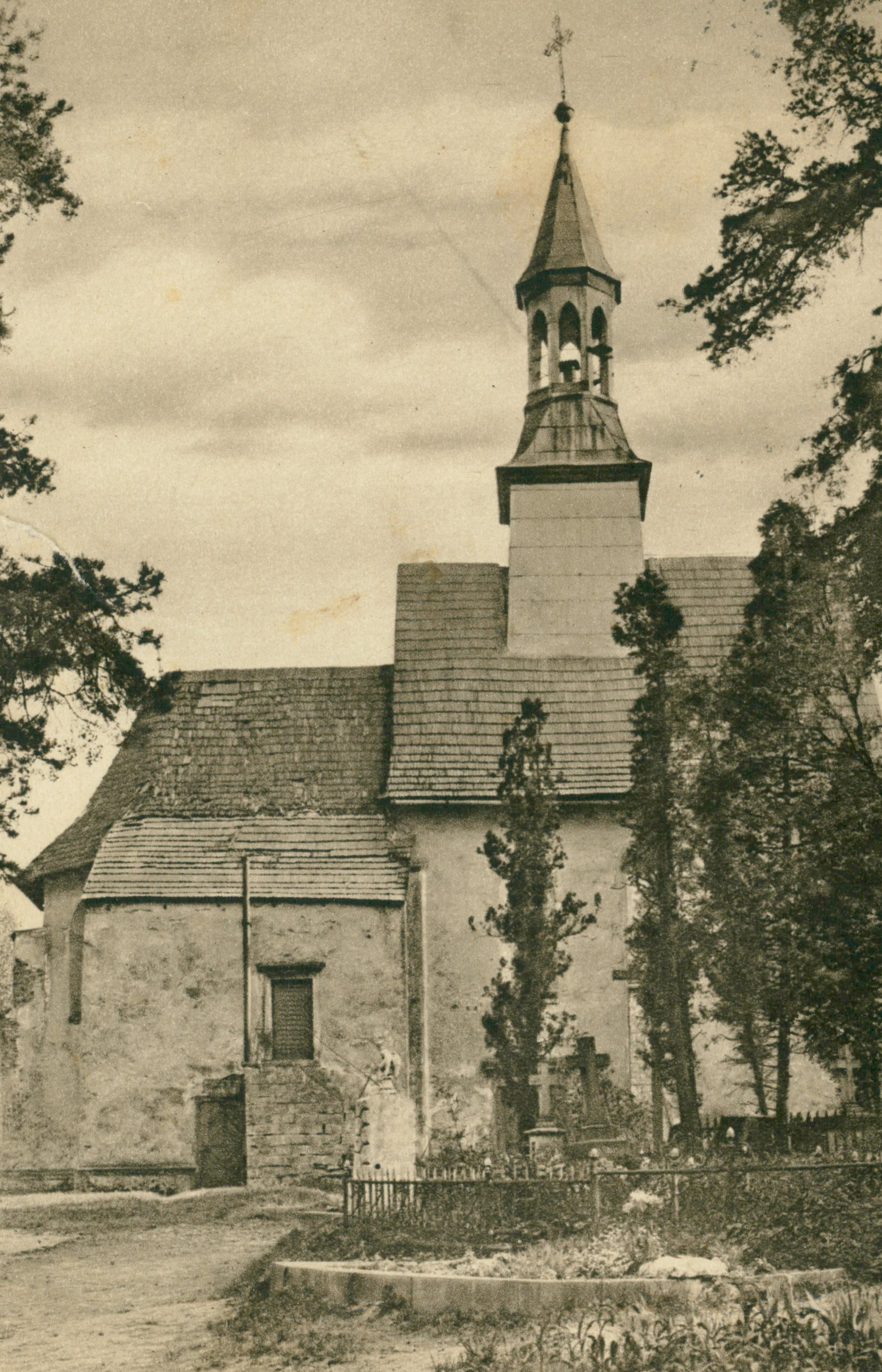
Wygląd kościoła około 1935–1944

Świątynia została zbudowana około 1590 roku. Ufundowana została przez Wawrzyńca Tracha i jego małżonkę, Annę Marię z Frankenbergów – ówczesnych właścicieli Orzesza. Świątynia do 1628 roku należała do ewangelików. W czasie wojny trzydziestoletniej budowla została zdewastowana. Następnie została ustanowiona kościołem filialnym parafii w Woszczycach, jednakże nabożeństwa odprawiane były w niej tylko w niektóre dni, np. w święta Nawiedzenia Najświętszej Maryi Panny, św. Wawrzyńca czy św. Katarzyny. Później świątynia zaczęła być użytkowana częściej. W inwentarzu parafii w Woszczycach pod datą 1750 roku było zapisane, że w wiosce Orzesze znajduje się świątynia murowana, nosząca w tym czasie wezwanie św. Katarzyny. Umieszczone były w niej trzy ołtarze, ambona oraz krypta, w której byli chowani właściciele Orzesza. W połowie XIX wieku budowla przeszła generalny remont. W latach 1912–1930 kościół był siedzibą parafii, jednakże w momencie oddania do użytku nowej świątyni pod wezwaniem Nawiedzenia Najświętszej Maryi Panny, która przejęła funkcję parafii, świątynia pod wezwaniem świętego Wawrzyńca została ustanowiona jej filią.
Kościół przez wiele lat zmieniał swój wygląd. W latach 60. XX wieku zostały rozebrane neogotyckie ołtarze oraz ambona i został wykonany nowy wystrój wnętrza. Zostały odnowiona w tym czasie również elewacja świątyni. W Roku Jubileuszowym 2000 został wybudowany nowy, kamienny ołtarz, natomiast w 2002 roku została odnowiona wieża.